# Goera stylata
Goera stylata is een schietmot uit de familie Goeridae. De soort komt voor in het Nearctisch gebied.